# Egon Christophersen
Egon Christophersen (8 de fevereiro de 1919 - 15 de janeiro de 1988) foi um oficial dinamarques que serviu durante a Segunda Guerra Mundial. Foi condecorado com a Cruz de Cavaleiro da Cruz de Ferro.

## Carreira

### Patentes
SS-Unterscharführer

### Condecorações
| Cruz de Ferro 2ª Classe                                |
| Cruz de Ferro 1ª Classe                                |
| Cruz de Cavaleiro da Cruz de Ferro 11 de julho de 1944 |